# 萨坎德棘豆
萨坎德棘豆（学名：Oxytropis sarkandensis）为豆科棘豆属下的一个种。